# Tao Okamoto
Tao Okamoto (jap. 岡本 多緒 Okamoto Tao; ur. 22 maja 1985 w Ichikawie (prefektura Chiba)) – japońska aktorka i modelka, która wystąpiła m.in. w filmach Wolverine i Batman v Superman: Świt sprawiedliwości.

## Filmografia

### Filmy
| Rok  | Tytuł                                   | Rola           | Uwagi             |
| ---- | --------------------------------------- | -------------- | ----------------- |
| 2013 | Wolverine                               | Mariko Yashida |                   |
| 2015 | Kurosurōdo                              | Shiho Nomura   |                   |
| 2016 | Batman v Superman: Świt sprawiedliwości | Mercy Graves   |                   |
| 2017 | Zhui bu                                 | Kiko Tanaka    |                   |
| 2018 | Rapurasu no majo                        | Rei Kirimiya   |                   |
| 2018 | Perfect                                 | Ozawa          | inny tyt. Puberty |
| 2019 | Utracone fale                           | Wendi          |                   |
| 2019 | She’s Just a Shadow                     | Irene          |                   |

### Telewizja
| Rok        | Tytuł                      | Rola          | Uwagi      |
| ---------- | -------------------------- | ------------- | ---------- |
| 2014       | Chi no wadachi             | Toko Sakagami | miniserial |
| 2015       | Hannibal                   | Chiyoh        | 4 odc.     |
| 2015       | Człowiek z Wysokiego Zamku | Betty         | 4 odc.     |
| 2018, 2020 | Westworld                  | Hanaryo       | 5 odc.     |